# Signalefterretning
Signalefterretning (forkortes som regel SIGINT fra det engelske signals intelligence) er en efterretningskilde, som indebærer, at man igennem aflytning, radiopejling og andre metoder analyserer og overvåger radiosignaler i det elektromagnetiske spektrum. På denne måde indhenter efterretningstjenester typisk store mængder data.
Signalefterretning kan deles i to kategorier og flere underkategorier:
- Kommunikationsefterretninger: COMINT eller "Communications intelligence" hvor man indhenter kommunikation mellem personer eller elektroniske systemer der deler informationer imellem sig. Kommunikationsefterretninger kan opdeles i et antal faser: Indhentning, bearbejdning (trafikanalyse, kryptoanalyse og oversættelse), analyse og rapportering.[1]
- Elektroniske efterretninger: ELINT eller electronic intelligence) omhandler signaler fra udstyr, typisk radar- navigations- og våbenrelaterede systemer der typisk ikke indeholder meddelelser til en modtager.
  - En underkategori af ELINT er FISINT (Foreign Instrumentation Signals Intelligence), som er indhentningen af signaler i forbindelse med funktionstest og betjeningen af især våbensystemer (såsom telemetri).

## Anvendelse
Signalefterretning kan anvendes til både civile og militære formål. Signalefterretning benyttes frem for alt af en nations militære styrker til taktiske og strategiske formål til at klartlægge et fremmed lands militære og i en vis udstrækning civile kapaciteter. Med taktisk signalefterretning forstås en indhentning af informationer til umiddelbar brug, eksempelvis til forberedelse af et angreb. Med strategisk signalefterretning forstås indhentning af informationer med større efterretningsværdi såsom andre landes militære og civile beredskab og krisestyreingskapaciteter. Strategisk signalefterretning kan også anvendes til at opbygge et normalbillede af den elektroniske aktivitet i et område hvorfra man kan spore en afvigelser hvorfra man kan drage konklusioner der kan få betydning for landets efterretningstjeneste. I Danmark foretager Forsvarets Efterretningstjeneste, FE signalefterretning. I Sverige står Försvarets radioanstalt, FRA for SIGINT men det er GCHQ og NSA i henholdsvis Storbritannien og USA.
Signalefterretning kan også anvendes til at opdage og forhindre kriminalitet.

## Beskyttelse mod signalefterretning
For at beskytte sig mod signalefterretning bør man foretage modforanstaltninger der besværliggør eller umuliggør:
- Opdagelse
- Aflytning
- Radiopejling
- Trafikanalyse
- Identificering

## Danmark
I Danmark er det Forsvarets Efterretningstjeneste som står for indhentningen af signalefterretninger. Det sker fra to indhentningsstationer på Amager (Sandagergård) og ved Hjørring (Skibsbylejren). Tidligere havde man også en indhentningsstation ved Dueodde på Bornholm, men denne blev lukket i 2012.

## Signalefterretningsorganisationer
- Finland, Signalprovanstalten
- Kina, Tredje afdeling af Generalstaben i Folkets befrielsehær
- Frankrig, Direction Générale de la Sécurité Extérieure
- Tyskland, Bundesnachrichtendienst
- Canada, Communications Security Establishment
- Norge, Etterretningstjenesten
- Rusland, Den føderale myndighed for statslig kommunikation og information
- Schweiz, Nachrichtendienst des Bundes
- Storbritannien, Government Communications Headquarters
- Sverige, Försvarets radioanstalt
- Tyrkiet, Milli Istihbarat Teskilati (National Intelligence Organization), direktoratet for elektronisk og teknisk efterretningsvirksomhed
- USA, National Security Agency